# Camptocrossa acrocausta
Camptocrossa acrocausta là một loài bướm đêm trong họ Erebidae.